# 성 (문법)
일부 언어의 문법에서 성(性, 영어: gender, 라틴어: genus) 또는 문법성(文法性, grammatical gender)은 명사가 갖는 문법 범주의 일종이다. 성을 갖는 언어는 명사가 성에 따라 다른 곡용을 하는 경우가 많고, 명사를 수식하는 형용사가 이에 일치하여 성에 따른 곡용을 하거나 동사가 문법요소로 사용되는 명사의 성에 따른 활용을 하기도 한다. 인도유럽어족, 드라비다어족의 많은 언어들은 남성(男性), 여성(女性), 중성(中性) 등으로 세 가지의 성이 구분되는 전형적인 성 체계를 보유하고 있다.
성의 구별은 의미에 따라 이루어지는 경우와 형태에 따라 이루어지는 경우가 있다. 남성, 여성, 중성으로 나뉘는 체계에서는 자연성이 확장되어 의미에 따른 구별이 이루어지는 것이 일차적이나, 의미상 구별이 명확하지 않을 때는 형태에 따라 이루어진다. 의미, 형태 모두 불명확한 경우도 있는데, 어원이 가진 문법성이 언어의 역사에서 그대로 내려온 경우가 많다.
자연성이 확장된 의미상의 성 구별을 사용하지 않고, 생물성에 따라 활동체(活動體, animate)와 비활동체(非活動體, inanimate)를 구별하는 경우도 있다. 이러한 언어의 예로는 히타이트어 및 다수의 아메리카 원주민 언어가 있다. 이렇게 성을 구별할 경우에 활동체 명사를 통성(通性), 비활동체 명사를 중성이라 부르기도 한다.

## 개요

명사의 문법적 성은 그것과 관련된 다른 단어의 형태에 영향을 미친다. 예를 들어, 스페인어에서 한정사(determiner), 형용사, 대명사(pronoun)는 그들이 참조하는 명사에 따라 형태가 바뀐다. 스페인어 명사에는 남성형과 여성형의 두 가지 성이 있으며, 여기서는 각각 명사 gato와 gata로 표현된다.

## 명사의 성별 분류

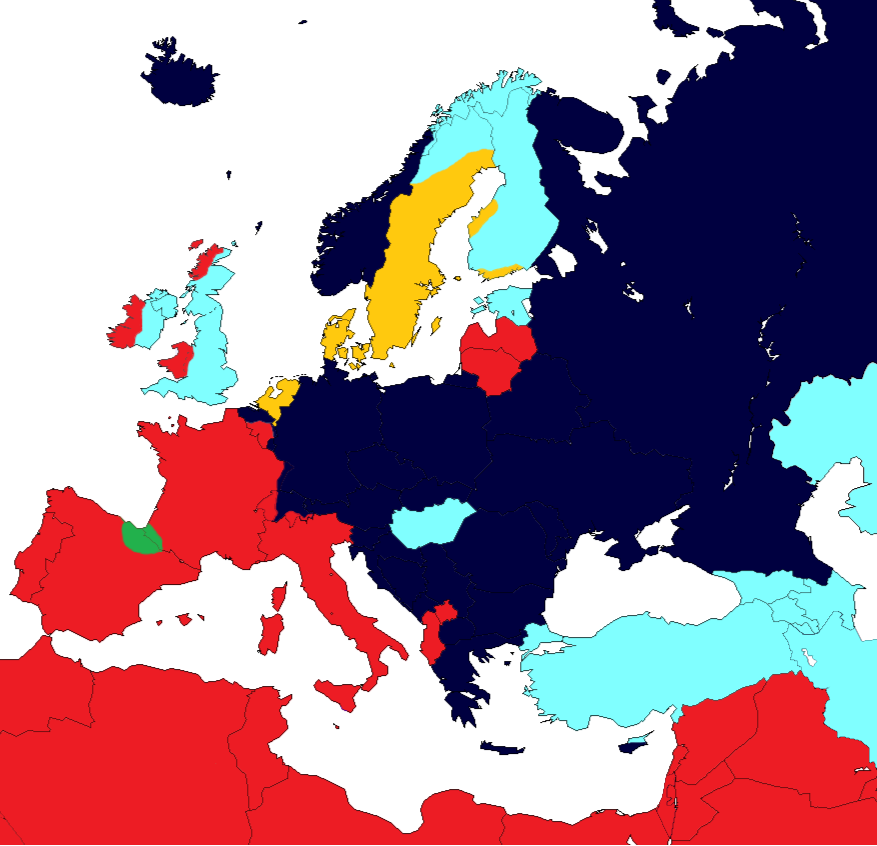
유럽 언어의 성별:
연한 파란색: 성별 체계 없음.
노란색: 일반/중성.
빨간색: 남성/여성.
초록색: 생명/무생명.
진한 파란색: 남성/여성/중성. 표준 네덜란드어는 3성 구조를 가지고 있는데, 네덜란드 북부에서는 더 이상 쓰이지 않지만 플랑드르와 네덜란드 남부에서는 여전히 활발히 사용되고 있다.

## 성의 발전
인도유럽 조어나 게르만 조어 등은 남성, 여성, 중성으로 나뉘는 세 가지의 기본 성을 보유하고 있었던 것으로 추정된다. 산스크리트, 라틴어, 고전 그리스어, 고트어, 고대 영어 등 인도유럽계 고전어는 거의 세 개의 성 체계를 가지고 있으며, 독일어, 아이슬란드어, 루마니아어 등 많은 인도유럽계 현대어도 세 개의 성을 가지고 있다. 그러나 이러한 세 개의 성 체계를 가지고 있던 언어 중 일부는 발전하면서 구별이 퇴화하여 성이 두 개, 혹은 한 개로 줄어들게 되었다. 성을 구별하지 않는 대표적인 인도유럽어는 다음과 같다.
- 영어, 페르시아어, 벵골어, 아프리칸스어, 덴마크어의 유틀란트 방언 중 일부.

세 개의 성을 가진 언어가 발전하며 두 개의 성을 가지게 될 때는 크게 다음과 같은 세 가지의 경우가 존재한다.
1. 중성이 주로 남성으로 동화되어(또는 남성과 여성으로 흡수되어) 남성과 여성만 남을 경우. 프랑스어, 스페인어, 포르투갈어 등 많은 로망스어가 이에 속한다. 힌디어 등 로망스어 외에서도 광범위하게 나타난다.
2. 남성과 여성이 서로 동화되어 통성이 되고 통성과 중성이 남을 경우. 네덜란드어[6] 등 서게르만어 일부와 스웨덴어, 덴마크어 등 북게르만어 일부가 이에 속한다.
3. 여성과 중성이 융합하여 비남성(非男性)이 되고 남성과 비남성이 남을 경우. 드라비다어족에 속하는 일부 언어가 이와 같은 구별을 사용한다.[3]

인도유럽계 고전어가 3개의 성을 갖는 것과 대조적으로, 셈어파에 속하는 고전어들―아랍어를 비롯해 히브리어, 아람어, 우가리트어, 아카드어 등―은 남성과 여성, 2개의 성만을 갖는 것이 특징이다. 현대의 셈어파 언어에서는 인도유럽어처럼 광범위한 성의 융합 현상이 일어나지 않고, 대부분 2개의 성을 그대로 구별한다. 이러한 2가 성 분류는 사실 셈어파가 속하는 아프리카아시아어족에서 전반적으로 나타나는 특징인데, 아프리카아시아어족의 다른 어파에 속하는 베르베르어, 콥트어 등도 2개의 성을 구별한다.

## 3개보다 많은 성
드라비다어족 일부의 고전 문법에서는 3개보다 많은 성 체계를 사용하였다. 예를 들어, 13세기의 케시라자가 지은 칸나다어의 고전 문법서인 《샤브다마니다르파나》에서는 9개의 문법성을 구별한다. 그러나 실제로 현대 칸나다어에서 사용되는 것은 남성, 여성, 중성의 3개뿐이다.
일부 슬라브어는 자연성의 확장으로서의 3성 체계와 생물성에 따른 성 구별을 모두 사용한다. 이러한 현상의 전형인 폴란드어의 경우 남성, 여성, 중성의 3성 체계에 더하여 남성을 활동체와 비활동체로 나누고, 다시 활동체를 사람과 기타로 세분하여 총 5종류의 성에 따른 명사 곡용 방식을 사용한다.
일반적으로, 일부는 자연성이나 생물성과 관련이 별로 없으면서 3개를 과도하게 초과하는 문법성 혹은 이와 유사한 문법적 장치를 사용하는 경우, '성'이라는 호칭 대신 명사부류와 같은 기타의 용어를 사용한다. 예로, 반투어군의 언어들은 20개 내외의 명사부류로 명사를 분류하는 것으로 유명하다. 이에 속하는 스와힐리어는 링구아 프랑카로서 비교적 적은 수의 명사부류만을 사용하는 편이다. 고전적으로는 22개의 명사부류를 구별하였으나, 현대 스와힐리어는 13-16개 남짓한 명사부류만을 구별한다.

## 성이 없는 언어
계통상 성이 존재하지 않는 언어의 예를 몇 가지 들면 다음과 같다.
- 튀르키예어, 아제르바이잔어, 카자흐어, 우즈베크어, 키르기스어, 투르크멘어 등 튀르크어족에 속하는 언어
- 에스토니아어, 핀란드어, 헝가리어 등 핀우그리아어파에 속하는 언어
- 태국어, 라오어 등 따이까다이어족에 속하는 언어
- 중국어, 티베트어, 버마어 등 중국티베트어족에 속하는 언어
- 크메르어, 베트남어 등 몬크메르어파에 속하는 언어
- 말레이어, 테툼어 등 오스트로네시아어족에 속하는 언어
- 조지아어 등 카르트벨리어족에 속하는 언어

## 참고 문헌
- 윤병달, 《언어와 의미》, 도서출판 동인, 2009.

## 같이 보기
- 명사부류
- 생물성